# Pier Antonio Bellina
Pier Antonio Bellina, noto anche con lo pseudonimo di pre Toni Beline (Venzone, 11 febbraio 1941 – Basagliapenta di Basiliano, 23 aprile 2007), è stato un presbitero, scrittore, giornalista e traduttore italiano di lingua friulana.

## Biografia
(Pier Antonio Bellina)
In lingua friulana come originariamente fu scritta:
(pre Toni Beline, plevan)
Ordinato sacerdote nel 1965, Esercitò il ministero a Codroipo, a Valle e Rivalpo e a Trelli, infine a Basagliapenta di Basiliano, dove intanto aveva iniziato a seguire Don Angelo Tam nella sua parrocchia di Villaorba, dove gli succedette, diventandone parroco il 13 ottobre 2006. Morì a Basagliapenta il 23 aprile del 2007.
Fu uno dei protagonisti della vita culturale friulana a cavallo tra il XX ed il XXI secolo. Si distinse per la sua lucida e spesso polemica analisi di temi relativi alla friulanità ed alla pastorale religiosa. È considerato uno dei migliori prosatori contemporanei in lingua friulana.
La sua opera principale è la traduzione (in collaborazione con Francesco Placereani) della Bibbia in friulano. Nota è anche l'opera La fabriche dai predis, in cui narra in forma polemica gli anni di studio nel seminario arcivescovile di Udine.
Come giornalista, ha pubblicato numerosi editoriali sul mensile La Patrie dal Friûl e articoli d'opinione su La Vita Cattolica (settimanale diocesano udinese) e su Il Dono, mensile d'informazione della Associazione Friulana dei Donatori di Sangue (AFDS).
Il 23 aprile 2008 venne scoperta, nella sacrestia di Basagliapenta, una targa in suo ricordo.

## Opere principali
- Pier Antonio Bellina, Par amôr o par fuarce?. Davâr, Cjargnei cence dius, 1975.
- Pier Antonio Bellina, Fasiti predi e rangjti. Comunità di Colugna, 1975.
- Pier Antonio Bellina, Siôr Santul. Reane, Cjargnei cence dius, 1976.
- Pier Antonio Bellina, Il libri di Jop. Davâr, Cjargnei cence dius, 1977.
- Pier Antonio Bellina, ...dal vanseli seont la int. Davâr, Cjargnei cence dius, 1978.
- Pier Antonio Bellina, Messâl furlan (presentazion). Davâr, Cjargnei cence dius, 1978.
- Pier Antonio Bellina, Salmos de biade int. Udin, Cjargnei cence dius, 1979.
- Pier Antonio Bellina, Misteris gloriôs. Udin, Cjargnei cence dius, 1980.
- Pier Antonio Bellina, Tiere di cunfin. Udin, Ribis, 1978.
- Pier Antonio Bellina, Sul at di voltâ pagjne. Udin, La Nuova Base, 1983.
- Pier Antonio Bellina, Siôr Santul. 2e ed., Udin, La Nuova Base, 1983.
- Pier Antonio Bellina, Vanseli par un popul, B. Udin, La Nuova Base, 1984.
- Pier Antonio Bellina, Pre Pitin, premi S. Simon 1981. Rivignano, Centro Iniziative Codroipesi, 1986.
- Pier Antonio Bellina, Vanseli par un popul, C. Udin, Arti Grafiche Friulane, 1988.
- Pier Antonio Bellina, Vanseli par un popul, A. Udin, Arti Grafiche Friulane, 1989.
- Pier Antonio Bellina, A vinc' agns de muart di Perissutti bons. Josef, pari spirtuâl dal seminari di Udin, s.l., 1989.
- Pier Antonio Bellina, Fantasticant.... Udin, Ribis, 1990.
- Pier Antonio Bellina, Furtunât il popul che il Signôr al è il so Diu. Udin, La Patrie dal Friûl, 1991.
- Pier Antonio Bellina, La fin dal templi ese ancje la fin di Gjerusalem? E la fin di Gjerusalem ese ancje la fin dal mont?. Vençon, Glesie Locâl, 1993.
- Pier Antonio Bellina, La fadie dal crodi. Vençon, Glesie Locâl, 1994.
- Pier Antonio Bellina, Cirint lis olmis di Diu. Udin, Ribis, 1994.
- Pier Antonio Bellina, Letare a un plevan scuintiât. Vençon, Glesie Locâl, 1995
- Pier Antonio Bellina, Impressions di un levit furlan pelegrin in Tiere Sante. Vençon, Glesie Furlane, 1995.
- Pier Antonio Bellina, Trilogje tormentade. Vençon, Glesie Furlane, 1995.
- Pier Antonio Bellina, A San Jacum, là che al finis il mont. Vençon, Glesie Furlane, 1996.
- Pier Antonio Bellina, Lis peraulis tasudis. Vençon, Glesie Furlane, c.i.p. Vnçon 1996.
- Pier Antonio Bellina, Par une glesie incjarnade. S.l., La Patrie dal Friûl, 1996.
- Pier Antonio Bellina, Pre Checo Placerean: notis par une biografie. Udin, Agraf, 1997.
- Pier Antonio Bellina, Cirint lis olmis di Diu, 2. Vençon, Glesie Furlane, 1997.
- Pier Antonio Bellina, Cirint lis olmis di Diu, 3. Vençon, Glesie Furlane, 1997.
- Pier Antonio Bellina, La fabriche dai predis[2]. Vençon, Glesie Furlane, 1999.
- Pier Antonio Bellina, Rogazions. Glesie Furlane, c.i.p. Vençon 2000.
- Pier Antonio Bellina, I furlans e il templi. Vençon, Glesie Furlane, 2000.
- Pier Antonio Bellina, Trilogjie, premi S. Simon 1999. Udin, Ribis, 2000.
- Pier Antonio Bellina, Une scuele pai furlans. Vençon, Glesie Furlane, 2001.
- Pier Antonio Bellina, Il timp des domandis. Vençon, Glesie Furlane, 2001.
- Pier Antonio Bellina, Qoelet furlan. Ziracco, Glesie Furlane, 2001.
- Pier Antonio Bellina, Eutanasie di un Patriarcjât * Pier Antonio Bellina. Ziracco, Glesie Furlane, 2001.
- Pier Antonio Bellina, Un timp di passion pe nestre glesie. Vençon, Glesie Furlane, 2002.
- Pier Antonio Bellina, Cirint lis olmis di Diu, 4. Ziracco, Glesie Furlane, 2003.
- Pier Antonio Bellina, De profundis. Rodean dal Alt, Glesie Furlane, 2004.
- Pier Antonio Bellina, Un cîl cence stelis. Rodean dal Alt, Glesie Furlane, 2004.
- Pier Antonio Bellina, ...et incarnatus est Rodean dal Alt, Glesie Furlane, 2005.
- Pier Antonio Bellina, La Fadie di jessi predi (La fatica di essere prete), 2007[3].

## Traduzioni
- “Lis flabis di Fedro”. Davâr, Cjargnei cence dius, 1974.
- “Lis baronadis di Pinochio”. Udin, Ribis, 1978.
- Lis flabis di Esopo”. Udin, Ribis, 1978.
- “Lis flabis di La Fontaine”. Udin, Ribis, 1978.
- “La Bibie”. VIII voll., Udin, Ribis, 1984-1993.
- “Gnûf Testament”. Udin, Glesie Furlane, 1993.
- “La Bibie”. Udin, Ed. Pio Paschini, 1997.
- "Lis flabis di Fedro voltadis pai Furlans". Merêt di Tombe, La Grame, 2003